# Lipica (Sępopol)
Lipica (deutsch Lindenau, Kreis Gerdauen) ist ein Ort in der polnischen Woiwodschaft Ermland-Masuren. Er liegt im  Powiat Bartoszycki (Kreis Bartenstein) und gehört zur Stadt- und Landgemeinde Sępopol (Schippenbeil).

## Geographie
Lipica liegt einen Kilometer südlich der polnisch-russischen Staatsgrenze und ist über Nebenstraßen zu erreichen, die von Krelikiejmy (Kröligkeim) und auch Skandawa (Skandau) bis in den Ort führen und die von hier vereinigt vor 1945 weiter bis in das heute russische Gebiet mit den Dörfern Groß Schönau (russisch: Peskowo, nicht mehr existent), Kaydann (Bytschkowo) und Friedenberg (Dworkino) zur Reichsstraße 131 (heute russische Fernstraße A 196) verliefen.

## Geschichte
Der Komtur von Brandenburg (am Frischen Haff), Günther von Hohenstein, verlieh im Jahr 1379 93 Waldhufen an einen Klawcke sowie die Brüder Matthies und Bertholh Tolcke von Merckelyngerode. Auf dem Waldgebiet wurde das Dorf Lindenau gegründet. Es bestand aus einem Rittergut und mehreren Bauernhöfen. Die Handfeste wurde zwischen 1477 und 1489 erneuert.
Ende des 15. Jahrhunderts wurden Mitglieder der Familie zu Eulenburg-Prassen als Eigentümer genannt. 1663 verpfändete Jonas Casimir zu Eulenburg seinen Besitz, der dann bald an die Familie von Podewils gelangt. Im Jahr 1780 gehörte das eigentlich adlige Gut dem Pfarrer Theodor Pfeiffer, der es an eine Familie Bernhardi verkauft.
1814 pachtete Johann Friedrich Pauly das Gut Lindenau und wurde 1817 sein Besitzer. Aber schon Ende der 1820er Jahre musste er es in die Versteigerung geben. Nachfolgende Besitzer wurden wenig erforscht.
1874 wurde Lindenau namensgebender Ort und Amtsdorf des neu gebildeten Amtsbezirks Lindenau im Landkreis Gerdauen im Regierungsbezirk Königsberg der preußischen Provinz Ostpreußen. Im Jahre 1910 – in dieser Zeit erlangte das Gut eine Größe von mehr als 2100 Hektar – lebten im Gutsbezirk und in der Landgemeinde Lindenau 439 Einwohner.
In den 1920er Jahren wurde das Gut aufgesiedelt und es entstanden ein Restgut sowie 26 Siedlerstellen. Das zum Rittergut gehörende Vorwerk Keulenburg (heute mit dem Namen Golubewo auf russischem Gebiet liegend) blieb selbständiges Gut. Die Vorwerke Amma und Heinrichshof wurden ebenfalls aufgesiedelt, und die zwölf neu entstandenen Siedlerstellen kamen zur Nachbargemeinde Friedenberg. 1933 verzeichnete Lindenau 436 Einwohner und 1939 waren es 426.
1945 begaben sich die Bewohner Lindenaus auf die Flucht in Richtung Westen. Der Ort kam mit dem südlichen Ostpreußen zu Polen und erhielt den Namen Lipica. Außerdem wechselte er vom Landkreis Gerdauen in den Powiat Bartoszycki und ist heute Sitz eines Schulzenamtes (mit den Ortschaften Gaj (Grünhof), Melejdy (Mehleden), Romaliny (Romahnshof) und Smodajny (Schmodehnen)) innerhalb der Stadt- und Landgemeinde Sępopol in der Woiwodschaft Ermland-Masuren (1975 bis 1998 Woiwodschaft Allenstein).
An die Zeit vor 1945 erinnern heute noch die Backsteinkirche und einige Siedlungshäuser, sofern sie nicht in Grenznähe standen und abgerissen wurden. Vollständig abgetragen dagegen wurden das Gutshaus, die Wirtschaftsgebäude und zwei Insthäuser.

### Amtsbezirk Lindenau
Am 9. April 1874 wurde der Amtsbezirk Lindenau gebildet, der bis 1945 bestand. Das ehemalige Amtsgebiet wird heute durch die russisch-polnische Staatsgrenze geteilt. Zu den „Gründungsgemeinden“ von 1874 gehörten:
| Name (bis 1945) | Name (nach 1945)/Land | Bemerkungen                                                                              |
| --------------- | --------------------- | ---------------------------------------------------------------------------------------- |
| Landgemeinden:  |                       |                                                                                          |
| Groß Schönau    | Peskowo/RUS           | Aufgrund seiner Lage unmittelbar im heutigen Grenzgebiet ist der Ort nicht mehr existent |
| Kaydann         | Bytschkowo/RUS        |                                                                                          |
| Keulenburg      | Golubewo/RUS          |                                                                                          |
| Lindenau        | Lipica/PL             |                                                                                          |
| Gutsbezirke:    |                       |                                                                                          |
| Keulenburg      | Golubewo/RUS          |                                                                                          |
| Lindenau        | Lipica/PL             | 1928 in die Landgemeinde Lindenau eingegliedert                                          |
| Stablack        | Stabławki/PL          | 1928 in die Landgemeinde Groß Schönau eingegliedert                                      |

Am 1. Januar 1945 gehörten noch die drei Gemeinden Groß Schönau, Kaydann und Lindenau zum Amtsbezirk Lindenau.

## Religionen

### Kirchengebäude
Den Zweiten Weltkrieg überdauert hat die Backsteinkirche mit dem massiven Turm und dem Ostgiebel, errichtet in der zweiten Hälfte des 14. Jahrhunderts. Nur wenig später entstand die im Norden angebaute Sakristei, während die Vorhalle im Süden von 1875 ist.
Das Kircheninnere wird von einer flachen Holztonnendecke überdeckt. Der Altar und der die Kanzel (von 1596) tragende Engel stammt mit anderen Ausstattungsteilen aus dem beginnenden 18. Jahrhundert.
1965 wurde das Gebäude renoviert. Bis 1945 eine evangelische Kirche, dient sie heute katholischen Christen als Gotteshaus, das sie den Aposteln Petrus und Paulus geweiht haben. War sie vor 1945 eine Filialkirche, so ist sie heute Pfarrkirche geworden.

### Kirchengemeinde
Lindenau mit seiner überwiegend evangelischen Bevölkerung war bis 1945 eine eigene Kirchengemeinde, die jedoch Filialgemeinde zum Pfarrdorf Groß Schönau (russisch: Peskowo, heute nicht mehr existent) war. Der Pfarrsprengel Groß Schönau-Lindenau gehörte zum Kirchenkreis Gerdauen innerhalb der Kirchenprovinz Ostpreußen der Kirche der Altpreußischen Union. Die Gotteshäuser in Groß Schönau und Lindenau gehörten zu den um 1360 erbauten Wehrkirchen des deutschen Ordens.
Seit 1945 lebt in Lipica eine mehrheitlich katholische Bevölkerung. Hier entstand eine Pfarrgemeinde, die heute zum Dekanat Sępopol im Bistum Ermland der Katholischen Kirche in Polen gehört. Der Pfarrei angeschlossen sind die Filialkirchen Gaj (Grünhof) und Gierkiny (Gerkiehnen).
Hier lebende evangelische Kirchenglieder gehören heute zur Kirche in Bartoszyce, die eine Filialkirche der Pfarrei Kętrzyn innerhalb der Diözese Masuren der Evangelisch-Augsburgischen Kirche in Polen ist.

### Kirchspielorte bis 1945
Das Kirchspiel Groß Schönau-Lindenau war – trotz seiner zwei Kirchen – eines der kleinsten im Kirchenkreis Gerdauen. Auch hier trennt die heutige polnisch-russische Staatsgrenze das frühere Kirchspielgebiet. Es gehörten dazu die Orte:
| Name (bis 1945) | Name (nach 1945)/Land |
| --------------- | --------------------- |
| Groß Schönau    | Peskowo/RUS           |
| Hartels         | --/PL                 |
| Kaydann         | Bytschkowo/RUS        |
| Keulenburg      | Golubewo/RUS          |
| Lindenau        | Lipica/PL             |
| Stablack        | Stabławki/PL          |

### Pfarrer (bis 1945)
Die Lindenauer Gemeinde „teilte“ sich mit den Groß Schönauern einen Pfarrer, dessen Amtssitz in Groß Schönau war. Bis 1945 amtierten als evangelische Geistliche in Groß Schönau-Lindenau:
| - Valentin Wildemannsdorf, 1527 - Johann Holtze, 1535 - Caspar Scheibichen, 1549–1579 - Matthäus Marquardt, 1579–1610 - Justus Grube, 1610–1625 - Caspar Grube, 1625–1654 - Laurentius Christiani, 1654–1677 - Michael Geisler, 1677–1711 - Vladislaus Heinrich Gensichen, 1704 - Johann Friedrich Stoltzenberg, 1704–1709 - Peter Gottberg, 1709–1729 - Theodor Pfeiffer, 1727–1782 - Carl Friedrich Kriese, 1779–1780 - Carl Friedrich Körber, 1781–1787 - Justin Wilhelm Schleswig, 1788–1823 | - Christian Grünhayd, 1823–1840 - Gustav Ludwig reichenbach, 1841–1864 - Carl Jerem. Heinersdorf, 1864–1877 - Emil Rudolf W. Rousselle, 1877–1884 - Johann Otto Chr. Meissner, 1885–1894 - Reinhold Theophil Dembowski, 1894–1914 - Wilhelm August Woelk, 1914–1925 - Hans Jakobsen, 1925–1929 - Helmut Ollesch, 1932–1933 - Johann Heider, 1932–1934 - Reinhold Lassek, 1935–1937 - Otto Rosentreter, 1938–1939 - Wolfram Eduard Ottom. Maaß, 1939–1943 - Walter Kallwitz, 1943–1945 |

## Schule
In Lindenau gab es bis 1945 eine eigene Volksschule.